# Antanimora Sud
Antanimora Sud est une commune rurale malgache située dans la partie centre-est de la région d'Androy.

## Géographie
Antanimora Sud se situe sur la route nationale No.13 (Ihosy - Tôlanaro) à 321 km d'Ihosy, 203 km de Betroka, 78 km de Beraketa et 62 km d'Ambovombe.